# Poteri forti (singolo)
Poteri forti è un singolo rap del beatmaker Mr. Phil, che vede la partecipazione dei Colle der Fomento, Primo dei Cor Veleno e Il Turco de Gente de Borgata. Il singolo è estratto dall'album omonimo del 2013.